# バック・ザット・アップ・トゥ・ザ・ビート
「バック・ザット・アップ・トゥ・ザ・ビート」(Back That Up to the Beat)は、アメリカ合衆国のシンガーソングライター、マドンナのシングル。
元々は2019年のアルバム『マダムX』のデラックス盤のボーナストラックとして収録されていた曲だが、2014年のデモがTikTokで人気使用曲になった事からデモ・ヴァージョンがシングルカットされた。

## 背景とリリース
「バック・ザット・アップ・トゥ・ザ・ビート」はマドンナ、ファレル・ウィリアムズとスターラーによって書かれ、マドンナ、ウィリアムズ、ジェフ・バスカーとマイク・ディーンがプロデュースした。当初のタイトルは「バック・ザット・アップ (ドゥ・イット)」であり、2014年にレコーディングされた同曲は13枚目のスタジオ・アルバム『レベル・ハート』に収録される予定だった。しかし最終的には収録から漏れた。2019年になって新たに再構築された同曲は『マダムX』の2枚組デラックス・エディションにボーナス・トラックとして収録された 。『マダムX』のヴァージョンは大幅に原曲より変えられており、アラブ風の演奏と複合的なドラムでアレンジされている。
2022年9月22日 になってオリジナルのデモがTikTok上で流行り、シャザムで世界的に最も検索された一曲になった。Spotifyでは非公式に曲を遅くしたバージョンと早くしたバージョンが配信されていた。これを受けてインタースコープ・レコードはデモとスピードアップ・ヴァージョンを2022年12月30日に音楽配信とストリーミングで正式に発売することを決定した。
マドンナはスピードアップ・ヴァージョンをマラウイとケニヤで子供達と踊ったクリップを添えて発売を告知した、その中にはレイジング・マラウイのチャリティー・キャンペーンに参加したマドンナの4人の子供達も含まれる 。
2023年1月7日には同クリップに彼女の公式インスタグラムに投稿されたリール、映像や写真を加えた歌詞付きエクステンデッド・ヴァージョンをリリック・ビデオとして公開。2023年1月20日にはイタリアのラジオ局にリリースされた。

## 収録曲
| #  | タイトル                                                                     | 作詞 | 作曲・編曲 | 時間 |
| -- | ---------------------------------------------------------------------------- | ---- | ---------- | ---- |
| 1. | 「バック・ザット・アップ・トゥ・ザ・ビート（デモ）」                         |      |            | 3:32 |
| 2. | 「バック・ザット・アップ・トゥ・ザ・ビート（スピードアップ・ヴァージョン）」 |      |            | 3:12 |